# Орбан, Йожеф
Йожеф Орбан (венг. Orbán József, 11 ноября 1958) — венгерский борец вольного стиля, призёр чемпионатов мира.

## Биография
Родился в 1958 году в Дьёре. В 1981 году занял 6-е место на чемпионате мира. В 1982 году стал бронзовым призёром чемпионата мира. В 1983 году стал бронзовым призёром чемпионата Европы, а на чемпионате мира занял 12-е место. В 1984 году вновь стал бронзовым призёром чемпионата Европы. В 1985 году на чемпионатах мира и Европы занял 4-е места. В 1986 и 1987 годах опять был 4-м на чемпионате Европы. В 1988 году на чемпионате Европы стал 12-м, а также принял участие в Олимпийских играх в Сеуле, но наград и там не завоевал.